# 犯罪被害者白書
犯罪被害者白書（はんざいひがいしゃはくしょ）は、政府が講じた犯罪被害者等のための施策について、日本国政府が国会に提出する年次報告書。犯罪被害者等基本法（平成16年法律第161号）第10条の規定に基づく。